# Saint-Amand-le-Petit
Saint-Amand-le-Petit è un comune francese di 113 abitanti situato nel dipartimento dell'Alta Vienne nella regione della Nuova Aquitania.

## Società

### Evoluzione demografica
Abitanti censiti